# Jerry Moss

A&M Records

Jerome S. „Jerry“ Moss (* 8. Mai 1935 in Brooklyn, New York; † 16. August 2023 in Bel Air, Los Angeles) war ein US-amerikanischer Schallplatten-Manager, der vor allem durch die Mitgründung von A&M Records bekannt wurde (neben Trompeter und Bandleader Herb Alpert). 
Nachdem A&M Records an PolyGram verkauft worden war, gründete er 1994 mit Alpert das Plattenlabel Almo Sounds, das bis heute besteht. Moss und Alpert wurden 2006 in die Rock and Roll Hall of Fame als „non-performers“ aufgenommen.
Jerry Moss und seine Frau Ann waren langjährige Pferdezüchter. Moss starb 2023 im Alter von 88 Jahren.